# Папете
Папете (тах. Pape'ete) је главни град Француске Полинезије, и уједно највећи град острва Тахити у архипелагу Друштвених Острва. 
На тахићанском језику, Папеете у дословном преводу значи „Врч Свеже Воде”.
Број становника ужег градског подручја је 25.769 (подаци из 2012), а ширег 133.627.